# Alto Paraíso (Rondônia)
Alto Paraíso es un municipio brasileño del estado de Rondônia.

## Historia
Surgió como núcleo urbano de apoyo rural (NUAR) del proyecto de asentamiento Marechal Dutra. Los primeros colonizadores de la región subieron una elevación y descubrieron un paisaje exuberante e indescriptible que les daba la impresión de ser el paraíso prometido. De ahí habría surgido el nombre que denominaba un paraíso existente en un lugar alto. Se localiza a una latitud 09º42'47" sur y a una longitud 63º19'15" oeste.
Su población estimada en 2010 era de 17.144 habitantes. Es conocida como a Capital del jericó, debido al gran número de ese tipo de vehículo en la región. Anualmente ocurre la tradicional corrida de los "jericós". Las actividades económicas que predominan son la producción de café, ganadería e industria maderera y cuenta con aproximadamente 1200 km de rutas rurales.
Posee un área de 2.658 km². 